# Marcgravia crassiflora
Marcgravia crassiflora är en tvåhjärtbladig växtart som beskrevs av Herman Otto Sleumer. Marcgravia crassiflora ingår i släktet Marcgravia och familjen Marcgraviaceae. Inga underarter finns listade i Catalogue of Life.